# Zvířecí sloup
Zvířecí sloup je sloup znázorňující zápas lidí a zvířat. Zvířecí sloupy jsou vzácnou formou sloupu románského slohu, už v době svého vzniku byly považovány za velmi cenné, protože jejich zhotovení vyžadovalo vysokou sochařskou zručnost.

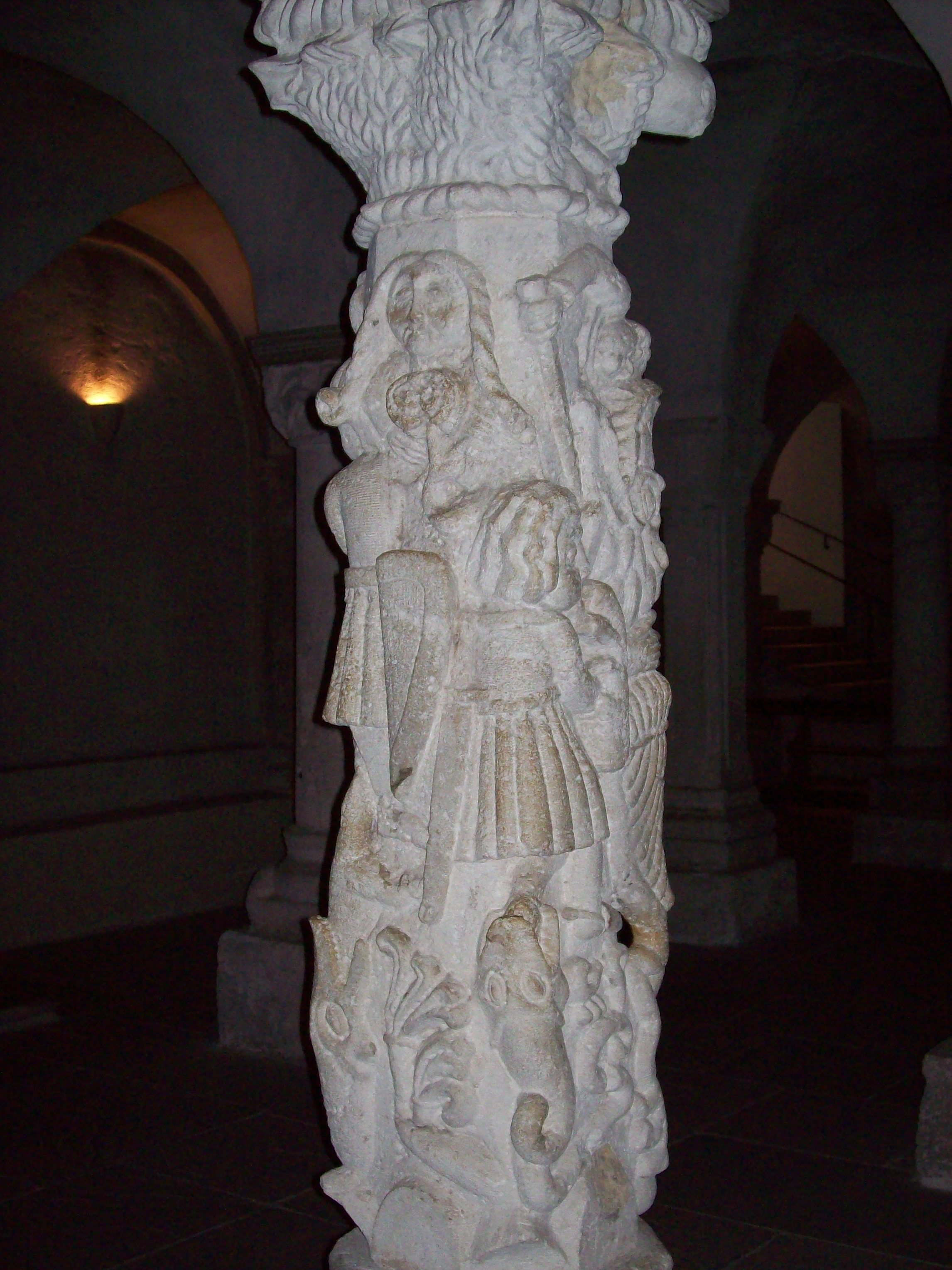
Freising – Zvířecí sloup, pohled ze severovýchodu
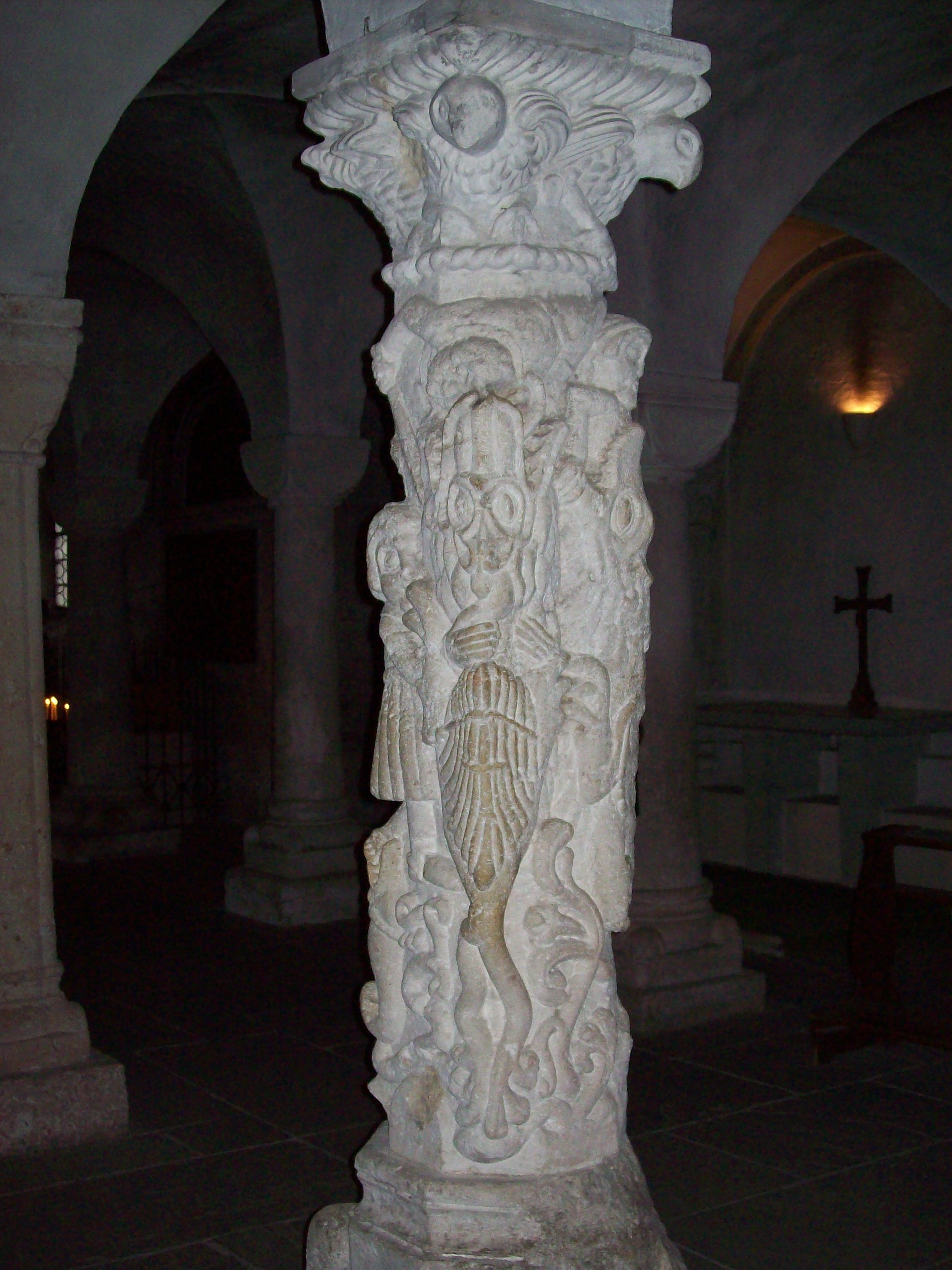
Ze severozápadu
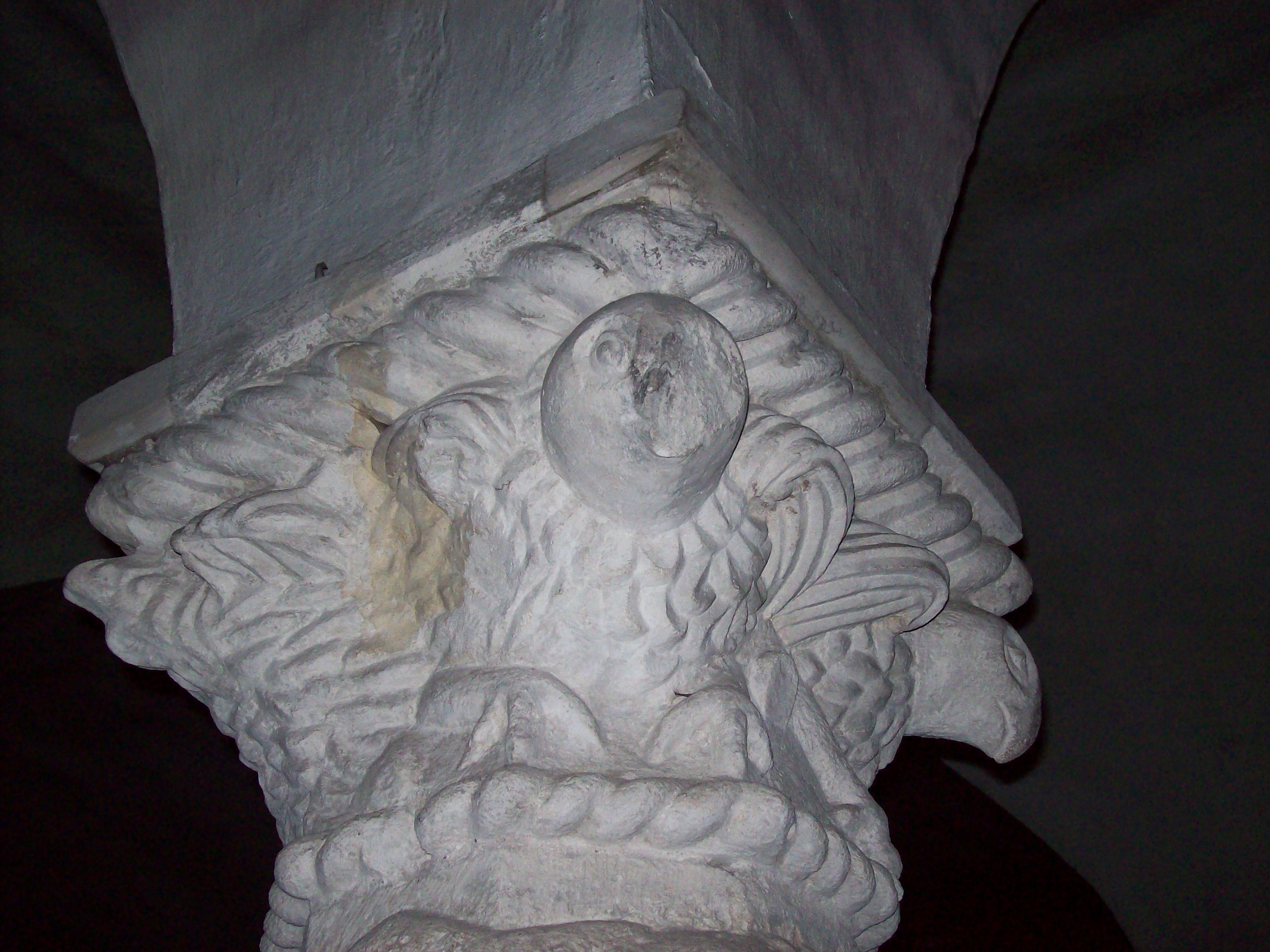
Detail hlavice